# Alain Planet

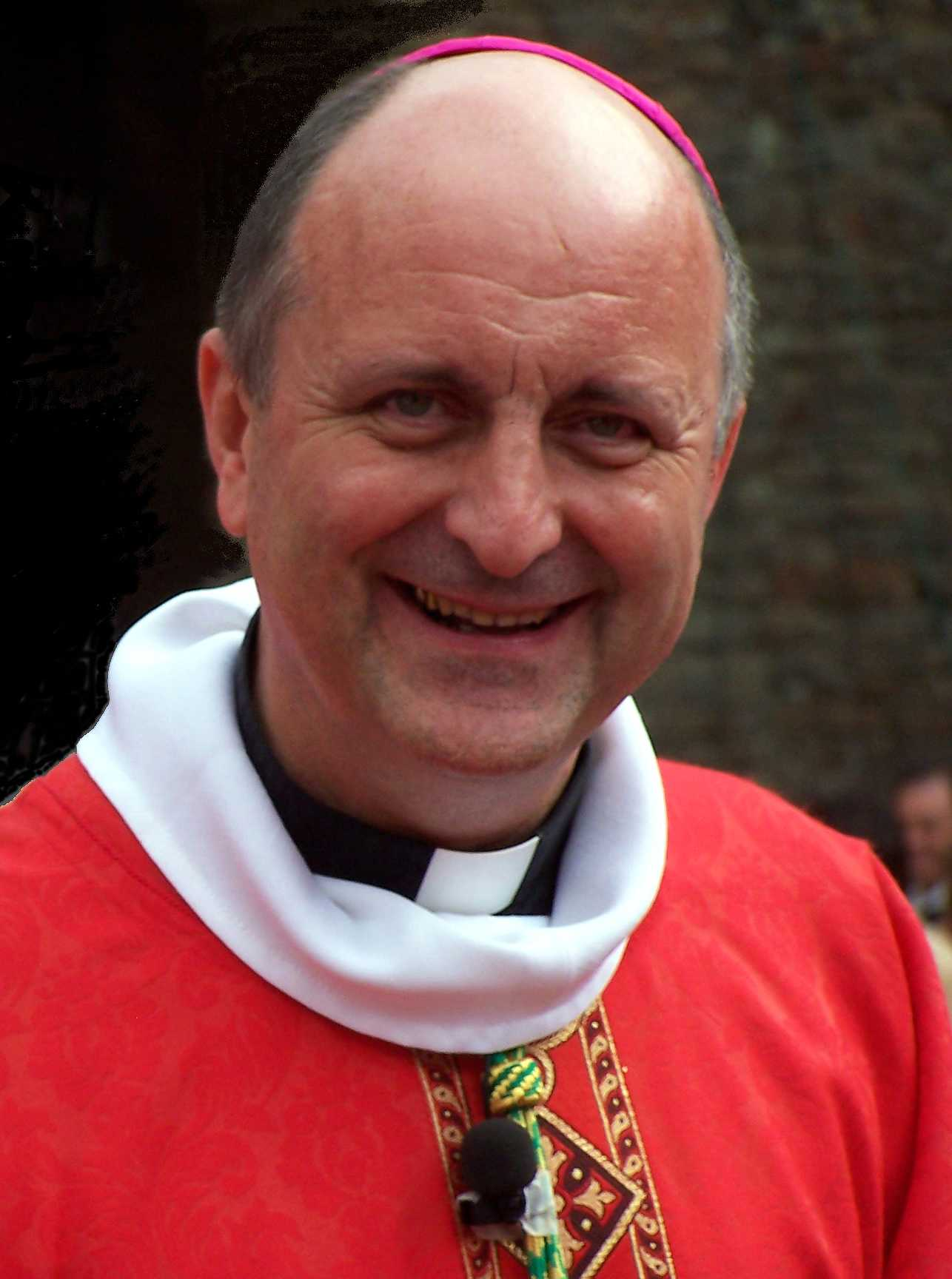
Bischof Planet

Wappen

Alain Émile Baptiste Planet (* 18. November 1948 in Privas, Département Ardèche, Frankreich) ist emeritierter Bischof von Carcassonne-Narbonne.

## Leben
Alain Planet empfing am 24. Mai 1981 die Priesterweihe. Er wirkte im Bistum Valence zwischen 1988 und 2001 als bischöflicher Delegat für die Pastoral. Von 2000 bis 2002 war er Erzpriester der Kathedrale von Valence.
Papst Johannes Paul II. ernannte ihn am 28. Juni 2004 zum Bischof von Carcassonne. Der Erzbischof von Montpellier, Guy Thomazeau, weihte ihn am 19. September desselben Jahres zum Bischof; Mitkonsekratoren waren Jacques Joseph Marie Despierre IdP, emeritierter Bischof von Carcassonne, und Jean-Christophe Lagleize, Bischof von Valence. Als Wahlspruch wählte er Si Deus pro nobis quis contra nos?.
Papst Franziskus nahm am 31. März 2023 Planets vorzeitiges Rücktrittsgesuch an.